# Captain America II: Death Too Soon
Captain America II: Death Too Soon es una película de acción estadounidense de 1979 basada en el popular superhéroe de Marvel Comics Capitán América, dirigida por Ivan Nagy y protagonizada por Reb Brown. La cinta fue precedida por la película Capitán América a principios de ese mismo año. Se emitió en la CBS en dos franjas horarias de una hora. La primera parte salió al aire el 23 de noviembre de 1979, y la segunda parte se emitió la siguiente noche, el 24 de noviembre.

## Argumento
Steve Rogers se muestra primero esbozando un retrato de la señora Shaw (Susan French), quien se queja con él acerca de una banda de atracadores que han estado robando los fondos cobrados de la Seguridad Social; ella niega haber cobrado la suya. Él ordena que haga esto con el fin de tender una trampa para los atracadores, y sale de la trampa como el Capitán América. Mientras tanto, un terrorista revolucionario free-lance que se hacía llamar el general Miguel (Christopher Lee), planificaba luchar una guerra sin especificar cuál, para lo que secuestra a un profesor llamado Ian Ilson (Christopher Cary) y le obliga a reanudar sus investigaciones en manipulación de la gerontología. Ilson ha logrado formular tanto una sustancia química que acelera el envejecimiento y el antídoto para el mismo producto químico, y Miguel, haciéndose pasar por el alcaide de una prisión en Oregón, cerca de Portland, planea utilizar los productos químicos para retener algunos rehenes por varios millones de dólares de rescate. En última instancia, el Capitán América y Miguel chocan directamente cara a cara, y cuando Miguel lanza una botella de cristal del acelerador de envejecimiento en el aire, esperando que se haga añicos contra el cuerpo del Capitán América, el Capitán lanza su escudo en el aire, donde rompe la botella de tal manera que el acelerador de envejecimiento salpica a Miguel en su lugar, y el envejecimiento literalmente lo lleva a la muerte en menos de un minuto.

## Reparto
| Actor           | Personaje       |
| --------------- | --------------- |
| Reb Brown       | Capitán América |
| Connie Sellecca | Dr. Wendy Day   |
| Len Birman      | Dr. Simon Mills |
| Christopher Lee | Miguel          |
| Susan French    | Señora Shaw     |

## Recepción
Captain America II: Death Too Soon recibió reseñas negativas de parte de la audiencia. En el sitio web especializado Rotten Tomatoes, de parte de la audiencia, la película tiene una aprobación de 14%, basada en 225 votos, con una calificación de 2.0/5.
En el sitio IMDb los usuarios le dieron una calificación de 4.0/10, sobre la base de 844 votos. En la página web FilmAffinity tiene una calificación de 3.3/10, basada en 60 votos.